# VIe siècle en Lorraine

Cette page est une liste d'événements qui se sont produits au sixième siècle sur le territoire actuel de la Lorraine.

## Éléments de contexte

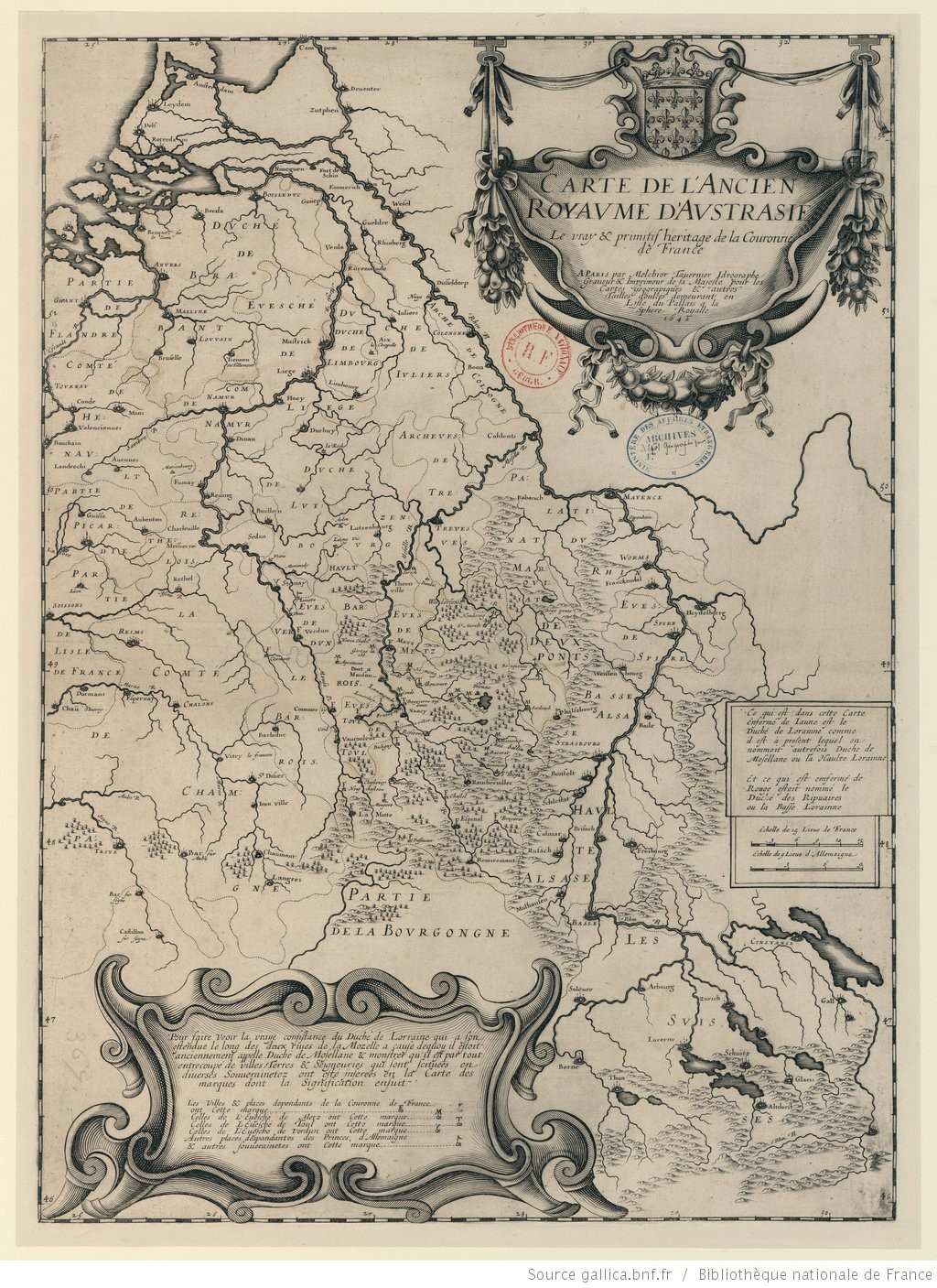
Carte de l'ancien royaume d'Austrasie.

L’Austrasie (Oster-rike, royaume de l'Est, en vieux francique, ōst et rīchēn en vieux haut allemand, *austano et *rīkja en proto-germanique) est un royaume franc à l'époque mérovingienne. Ce royaume couvre, outre le nord-est de la France actuelle, le reste des bassins de la Meuse et de la Moselle, jusqu’aux bassins moyen et inférieur du Rhin et peut être considéré comme le berceau de la dynastie carolingienne. Sa capitale sera définitivement transférée à Metz vers 561.

## Événements

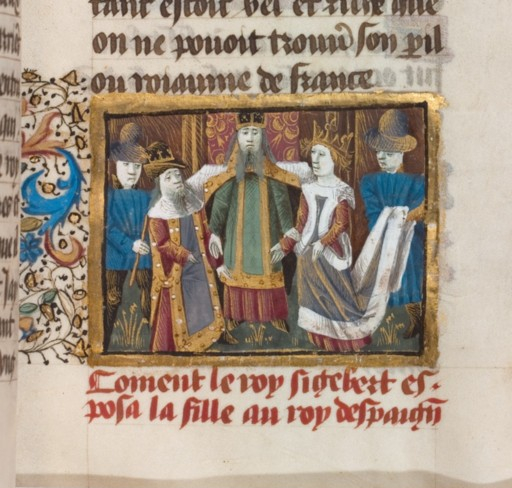
Mariage de Sigebert Ier et Brunehaut.
Grandes chroniques de France. Manuscrit du XVe siècle, Bibliothèque nationale de France, Paris.

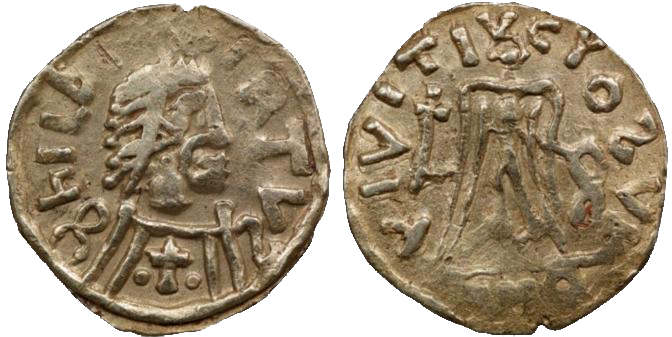
Tiers de sou de Childebert II

- 507 : Albaud de Toul devient évêque de Toul.

- 510 - 515 : Fridolin de Säckingen établit à Saint-Avold un oratoire voué à Hilaire de Poitiers[6].

- 511 : création de fait du royaume d'Austrasie (ou royaume de Reims) à la mort de Clovis, Thierry Ier devient roi en héritant de la partie orientale du royaume de son père.

- 534 : Thibert Ier succède à son père Thierry Ier. Il est le premier roi Franc à frapper une monnaie d'or[7].

- 548 : Théodebald succède à son père  Thibert Ier[7].

- 555 : Théodebald décède sans héritier Clotaire Ier recueille son patrimoine[7].

- 558 : réunification du royaume Franc après la mort sans héritier mâle de Childebert Ier[7].Clotaire Ier règne sur la totalité du royaume Franc[8].

- 561 : à la mort de Clotaire Ier, Sigebert Ier devient roi d'Austrasie, il règnera jusqu'en 575. Metz, ville plus centrale que Reims devient la capitale du royaume de Sigebert Ier [8].

- 566 : Sigebert Ier épouse la princesse Wisigothe Brunehaut dans la ville royale de Metz[9]. Le mariage de Brunehaut est évoqué dans le livre de Grégoire de Tours et dans un poème de Fortunat. La princesse est alors présentée sous un jour favorable[7].

- 575 : Childebert II, âgé de cinq ans accède au trône à la mort de son père Sigebert Ier sur le trône d'Austrasie. Il règnera jusqu'en 595, en grande partie sous la tutelle de Brunehaut[8].

- 575 - 576 : apparition du terme "Austrasie" dans les textes. L'Austrasie devient donc une entité territoriale propre[8].

- 586 : Aigulphe, Agiulf ou Agilulf ou saint Ayoul[10] devient le 24e évêque de Metz (jusque 601).

- 592 :  Childebert II hérite de la Burgondie à la mort de son roi Gontran [8] (L'année  de son décès est moins sûre, Weidmann indique l'an 592[11],[12] ; Eckhardt donne 593[13] ; Schmitt lui donne 594[14] ; quant à Monod, il prétend qu'on ne peut pas déterminer entre 592 et 593[15]. )

- 595 : à la mort de Childebert II, Brunehaut gouverne l'Austrasie (Metz) et la Bourgogne au nom de ses deux petits-fils [16]. Théodebert II (fils de Childebert II) roi en titre est sous tutelle[8].